# Grace of Monaco

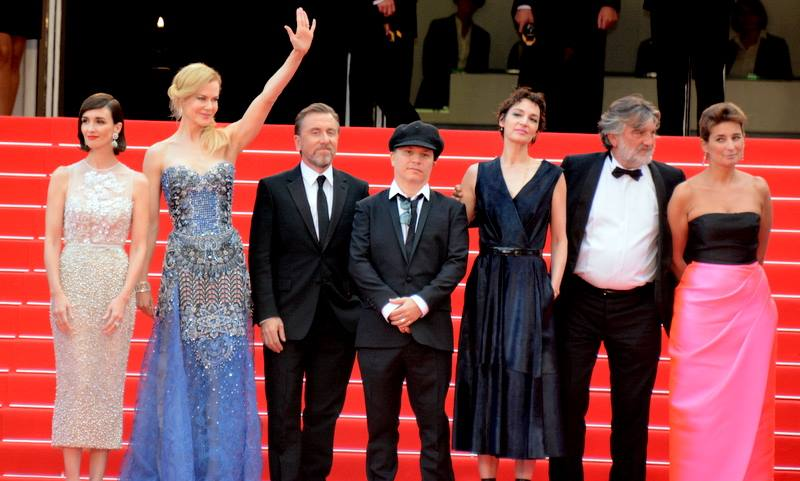
Några av filmens medverkande vid Filmfestivalen i Cannes 2014. Från vänster Paz Vega, Nicole Kidman, Tim Roth, regissören Olivier Dahan, Jeanne Balibar, producenten Pierre-Ange Le Pogam och Geraldine Somerville.

Grace of Monaco är en fransk-amerikansk dramafilm i regi av Olivier Dahan med Nicole Kidman i huvudrollen som Grace Kelly. Filmens manus är skrivet av Arash Amel. Den hade premiär på Cannesfestivalen 2014 som öppningsnummer och utom tävlan. Dess ursprungliga debut var planerad till november 2013 men flyttades till maj 2014.
I övriga roller märks bland andra Tim Roth, Frank Langella, Derek Jacobi och Paz Vega.

## Rollista i urval
- Nicole Kidman – Grace Kelly
- Tim Roth – Rainier III av Monaco
- Frank Langella – Fader Francis Tucker
- Parker Posey – Madge Tivey-Faucon
- Milo Ventimiglia – Rupert Allen
- Derek Jacobi – Greve Fernando D'Ailieres
- Paz Vega – Maria Callas
- Geraldine Somerville – Antoinette av Monaco
- Robert Lindsay – Aristotle Onassis
- Nicholas Farrell – Jean-Charles Rey
- Roger Ashton-Griffiths – Alfred Hitchcock
- Jeanne Balibar – Grevinnan av Baciocchi
- Yves Jacques – Mr. Delavenne
- Olivier Rabourdin – Emile Pelletier
- Flora Nicholson – Phyllis Blum
- Philip Delancy – Robert McNamara
- Pascaline Crêvecoeur – Grace Kellys påkläderska